# ارویه‌تو
اُرویه‌تو (به لاتین: Orvieto) یک سکونتگاه مسکونی در ایتالیا با جمعیت ۲۱٬۰۴۳ نفر است که در استان ترانی واقع شده‌است.